# Pamenos Ballantyne
Pamenos Avorsant Ballantyne (ur. 9 grudnia 1973, Sandy Bay) – lekkoatleta reprezentujący Saint Vincent i Grenadyny specjalizujący się w biegach długodystansowych, dwukrotny olimpijczyk.
Zawodnik dwukrotnie reprezentował swój kraj na igrzyskach olimpijskich, w 1996 w Atlancie startował w maratonie mężczyzn (zajął 95 miejsce), w 2000 w Sydney również startował w maratonie i sklasyfikował się na 31 pozycji.
Ponadto wielokrotnie brał udział w mistrzostwach Ameryki Środkowej i Karaibów, czterokrotnie zdobywając medale: w 1997 brąz w półmaratonie, w 1999 srebro w biegu na 10 000 m i w 2003 złoto w półmaratonie i brąz w biegu na 5000 m.

## Rekordy życiowe
| Dystans               | Wynik (s) | Miejsce       | Data             |
| --------------------- | --------- | ------------- | ---------------- |
| bieg na 1500 metrów   | 4:01.8    | Castries      | 22 maja 1993     |
| bieg na 5000 metrów   | 14:31.5   |               | 1 stycznia 1998  |
| bieg na 10 000 metrów | 29:58.3   |               | 1 stycznia 1998  |
| półmaraton            | 1:06:33   | Helsinki      | 13 sierpnia 2005 |
| bieg maratoński       | 2:15:30   | Port-of-Spain | 26 stycznia 2003 |

.